# Killing Ground
Killing Ground is het vijftiende album van de Britse band Saxon, uitgebracht in 2001 door Steamhammer/SPV.

## Nummers
1. Intro – 1:36
2. Killing Ground – 5:44
3. Court of the Crimson King – 6:00 (King Crimson-cover)
4. Coming Home – 3:38
5. Hell Freezes Over – 4:42
6. Dragon's Lair – 3:38
7. You Don't Know What You've Got – 5:00
8. Deeds of Glory – 4:34
9. Running for the Border – 4:24
10. Shadows on the Wall – 6:15
11. Rock Is Our Life – 3:55

## Bezetting
- Biff Byford - zang
- Doug Scarrat - gitaar
- Paul Quinn - gitaar
- Nibbs Carter - basgitaar
- Fritz Randow - drums